# Дедина Бара
Дедина Бара је насељено место града Лесковца у Јабланичком округу. Према попису из 2022. било је 652 становника.

## Историја
За време Првог српског устанка 1809. године овде су устаници претрпели пораз од турске војске у коме је погинуо Сава Дедобарац. То је омогућило продор Турака ка Нишу и довело до коначне пропасти устанка.
Суседна села и највероватније и сама Дедина Бара насељени су у 18-ом веку становништвом из околине Сјенице.

## Демографија
У насељу Дедина Бара живи 656 пунолетних становника, а просечна старост становништва износи 40,1 година (38,9 код мушкараца и 41,3 код жена). У насељу има 237 домаћинстава, а просечан број чланова по домаћинству је 3,38.
Ово насеље је великим делом насељено Србима (према попису из 2002. године), а у последња три пописа, примећен је пад у броју становника.
|             | \| Демографија[1] \| Демографија[1] \| Демографија[1] \| \| Година \| Становника \| Становника \| \| -------------- \| -------------- \| -------------- \| \| 1948. \| 631 \| \| \| 1953. \| 642 \| \| \| 1961. \| 690 \| \| \| 1971. \| 716 \| \| \| 1981. \| 869 \| \| \| 1991. \| 809 \| 786 \| \| 2002. \| 802 \| 837 \| \| 2011. \| 794 \| \| \| 2022. \| 652 \| \| |            |
| Демографија | |            |
| Година      | Становника | Становника |
| 1948.       | 631 |            |
| 1953.       | 642 |            |
| 1961.       | 690 |            |
| 1971.       | 716 |            |
| 1981.       | 869 |            |
| 1991.       | 809 | 786        |
| 2002.       | 802 | 837        |
| 2011.       | 794 |            |
| 2022.       | 652 |            |

| Етнички састав према попису из 2002.‍ | Етнички састав према попису из 2002.‍ | Етнички састав према попису из 2002.‍ | Етнички састав према попису из 2002.‍ | Етнички састав према попису из 2002.‍ |
| ------------------------------------ | ------------------------------------ | ------------------------------------ | ------------------------------------ | ------------------------------------ |
|                                      |                                      |                                      |                                      |                                      |
| Срби                                 | Срби                                 |                                      | 800                                  | 99,75%                               |
| Македонци                            | Македонци                            |                                      | 1                                    | 0,12%                                |
| непознато                            | непознато                            |                                      | 0                                    | 0,0%                                 |

| Година пописа     | 1948. | 1953. | 1961. | 1971. | 1981. | 1991. | 2002. |
| ----------------- | ----- | ----- | ----- | ----- | ----- | ----- | ----- |
| Број домаћинстава | 105   | 109   | 147   | 174   | 231   | 218   | 237   |

| Број чланова      | 1  | 2  | 3  | 4  | 5  | 6  | 7 | 8 | 9 | 10 и више | Просек |
| ----------------- | -- | -- | -- | -- | -- | -- | - | - | - | --------- | ------ |
| Број домаћинстава | 27 | 54 | 45 | 61 | 25 | 17 | 5 | 1 | 2 | 0         | 3,38   |

| Пол    | Укупно | Неожењен/Неудата | Ожењен/Удата | Удовац/Удовица | Разведен/Разведена | Непознато |
| ------ | ------ | ---------------- | ------------ | -------------- | ------------------ | --------- |
| Мушки  | 342    | 93               | 233          | 15             | 1                  | 0         |
| Женски | 345    | 53               | 238          | 46             | 8                  | 0         |
| УКУПНО | 687    | 146              | 471          | 61             | 9                  | 0         |

| Пол    | Укупно                    | Пољопривреда, лов и шумарство | Рибарство                            | Вађење руде и камена | Прерађивачка индустрија       |
| ------ | ------------------------- | ----------------------------- | ------------------------------------ | -------------------- | ----------------------------- |
| Мушки  | 154                       | 5                             | 0                                    | 0                    | 23                            |
| Женски | 64                        | 5                             | 0                                    | 0                    | 42                            |
| УКУПНО | 218                       | 10                            | 0                                    | 0                    | 65                            |
| Пол    | Производња и снабдевање   | Грађевинарство                | Трговина                             | Хотели и ресторани   | Саобраћај, складиштење и везе |
| Мушки  | 1                         | 99                            | 4                                    | 7                    | 4                             |
| Женски | 0                         | 1                             | 8                                    | 1                    | 0                             |
| УКУПНО | 1                         | 100                           | 12                                   | 8                    | 4                             |
| Пол    | Финансијско посредовање   | Некретнине                    | Државна управа и одбрана             | Образовање           | Здравствени и социјални рад   |
| Мушки  | 0                         | 1                             | 6                                    | 1                    | 2                             |
| Женски | 0                         | 0                             | 2                                    | 2                    | 2                             |
| УКУПНО | 0                         | 1                             | 8                                    | 3                    | 4                             |
| Пол    | Остале услужне активности | Приватна домаћинства          | Екстериторијалне организације и тела | Непознато            | Непознато                     |
| Мушки  | 0                         | 0                             | 0                                    | 1                    | 1                             |
| Женски | 0                         | 0                             | 0                                    | 1                    | 1                             |
| УКУПНО | 0                         | 0                             | 0                                    | 2                    | 2                             |